# Carichí
Carichi è una municipalità dello stato di Chihuahua, nel Messico settentrionale, il cui capoluogo è la località omonima.
Conta 8.795 abitanti (2010) e ha una estensione di 2.589,47 km².
Il nome della localita deriva dalla parola tarahumara Güerocarichí, dal luogo dove i padri gesuiti Tomás de Guadalajara e José Tardá fondarono la missione di Jesús de Carichí nel 1675.